# Franz Rohr von Denta
Baron Franz Rohr von Denta, avstrijski feldmaršal, * 1854, † 1927.